# Basina av Thüringen

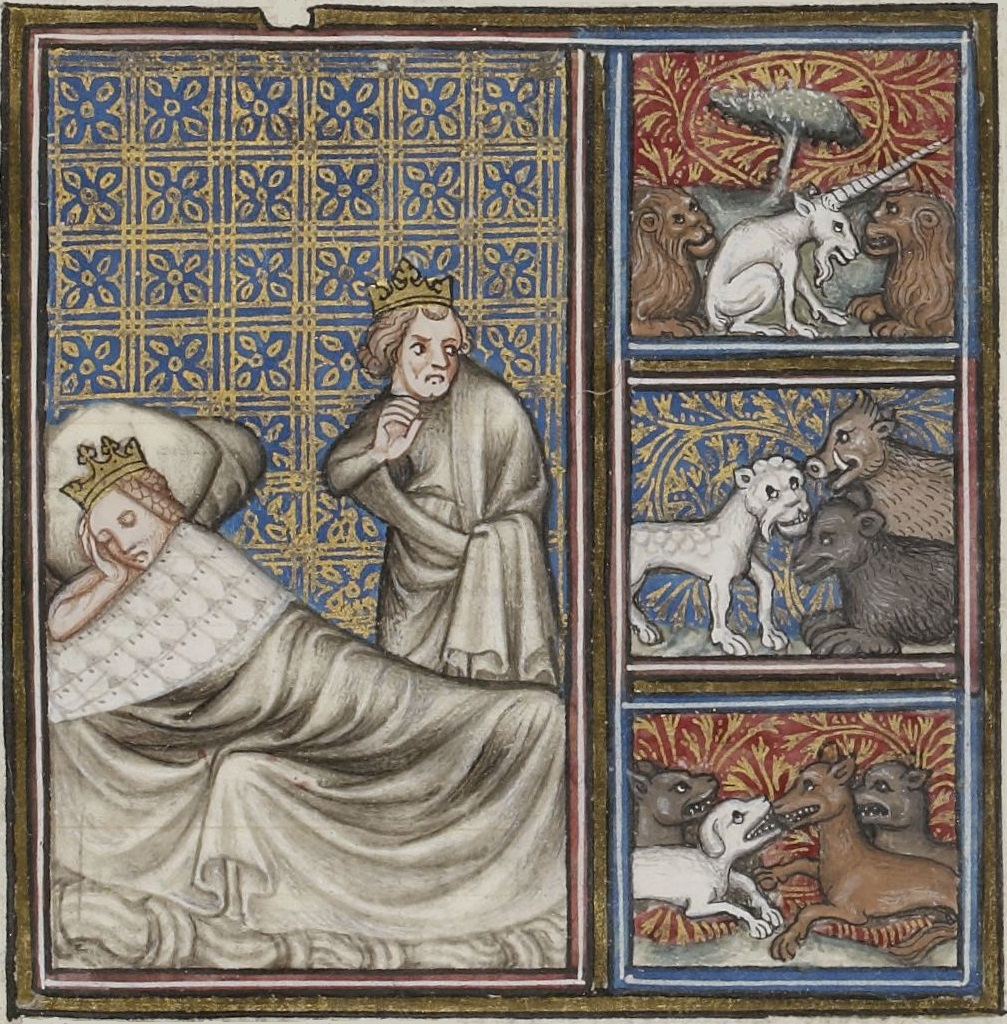
Visioner av Childeric och Basina (1300-talet)

Basina av Thüringen, född cirka 440, död cirka 470, drottning av Thüringen och sedan drottning av Franken; maka till först kung Basin av Thüringen (?) och därefter till den frankiske kungen Childerik I, mor till Klodvig I och Audofleda. 
Basina var dotter till den thüringske kungen Basin och Basina, en saxisk prinsessa. Hon lämnade sin man, kung Bisinus, och for till Gallien för att be Childerik I, kung av frankerna, att gifta sig med henne. Hon sa själv "jag vill ha den mest inflytelserike mannen i världen, även om jag måste korsa havet för honom". Detta yttrande hänvisar förmodligen till Childeriks framgångsrika invasion av det romerska riket, och hans försök att inrätta ett frankiskt kungarike på romerskt land. 
Basinas namn är förmodligen ett lågfrankiskt ord för '"kvinnlig ledare"'. Hon är modern till mannen som blev känd som grundläggaren av Frankerriket och dagens Frankrike. Hon (inte hennes man Childerik) gav sonen namnet Klodvig, men det är hans latinska namn, Clovis I, som han är känd under. Detta är anmärkningsvärt eftersom det var vanligare bland frankerna att ge en son ett familjenamn efter faderns förfäder.